# Agaricus californicus
Agaricus californicus es una especie de hongo, basidiomicetos de la familia Agaricaceae.

## Características
La forma del sombrero (Píleo) es convexo a plano, la superficie es seca y pueden medir hasta 11,5 centímetros de diámetro, su color es blanquecino y su olor es parecido al fenol.
El tallo puede medir hasta 7 centímetros y su grosor hasta 1 centímetros de ancho.
Se encuentra en las zonas húmedas de jardines y prados y en los restos de los bosques de coníferas, crecen a finales del verano y hasta el comienzo del invierno.

## Comestibilidad
Es un hongo considerado tóxico y no se recomienda su ingesta.